# Lionel Bosco
Pour les articles homonymes, voir Bosco.
Lionel Bosco né le 18 septembre 1981 à Huy en Belgique, est un entraîneur et ancien joueur international belge de basket-ball.